# محمدحسین سلمانی زارجی
محمدحسین سلمانی زارجی (زادۀ ۱۳۱۳ یزد - ) یک روحانی شیعه اهل ایران است. وی در نخستین دورۀ مجلس شورای اسلامی نمایندۀ حوزۀ انتخابیۀ سنقر و کلیایی در مجلس بود. او ۲۵٬۰۶۰ رأی برابر با ۶۹٫۱۰ درصد آراء را به خود اختصاص داد و به عنوان نمایندۀ حوزۀ انتخابیۀ سنقر و کلیایی به اولین دوره مجلس شورای اسلامی راه یافت. یکی از فرزندان او در جنگ عراق و ایران کشته شده‌است.